# Katajsk
Katajsk (in russo Ката́йск?) è una città della Russia, situata nell'oblast' di Kurgan nella Siberia sudoccidentale. È il capoluogo del rajon Katajskij.